# Els morts del llac de Constança: Entre llops
Els morts del llac de Constança: Entre llops (títol original en alemany, Die Toten vom Bodensee – Unter Wölfen) és un telefilm germanoaustríac d'ORF i ZDF del 2022, dirigit per Christian Theede. És la quinzena entrega de la sèrie de pel·lícules de ficció criminal Els morts del llac de Constança. La pel·lícula es va emetre per primera vegada a ORF l'1 de novembre de 2022 i a ZDF el 7. Anteriorment, s'havia preestrenat a la plataforma Flimmit el 25 d'octubre de 2022. S'ha doblat al català per a TV3, que va estrenar-la el 6 d'octubre de 2024.

## Sinopsi
Els investigadors Micha Oberländer i Hannah Zeiler tenen feina amb un llop que deambula pels boscos al voltant del llac de Constança i atreu l'atenció de tothom. Però tot canvia quan, un matí, el treballador forestal Oliver Schlösser troba el cos d'un caçador de trofeus empalat per una de les estaques del seu parany per a llops. Les primeres observacions descarten que el llop sigui el causant de la seva mort i que, per tant, han d'investigar el cas per trobar l'assassí i el mòbil del crim.

## Producció
El rodatge va tenir lloc juntament amb el 14è episodi, El segon rostre, entre mitjans d'abril i mitjans de juny de 2021 al llac de Constança i els seus voltants.
La pel·lícula va ser produïda per Graf Filmproduktion GmbH i Rowboat Film- und Fernsehenproduktion, amb la participació d'Österreichischer Rundfunk i ZDF. La producció va comptar amb el suport de Fernsehfonds Austria i l'estat de Vorarlberg.
La fotografia va anar a càrrec de Lukas Gnaiger, Martin Rahner va ser responsable del muntatge i Judith Limberger va ser-ne la del càsting. El so va ser dissenyat per Hjalti Bager-Jonathansson, el disseny de producció per Christine Egger, el vestuari per Heike Werner i el maquillatge va ser responsabilitat de Birgit Beranek i Tinka Katherina Brand.